# Pablo Squella
Pablo Squella, född 14 augusti 1963, är en friidrottare från Chile. Han deltog vid olympiska sommarspelen 1988.